# Barcs–Pakráci HÉV
A Barcs–Pakráci helyiérdekű vasút 1884 és 1885 között épült. Hossza 123,8 km, fő iránya Barcs–Verőce–Daruvár–Pakrác. Szárnyvonalai Szuhopolje–Szlatina és Bastájó–Zdence. Alaptőkéje 11 millió forint volt. Ebből 5 millió forint volt a törzs-, 6 millió az elsőbbségi részvény; melynek jövedelmezőségét 300 000 forint erejéig az üzletet kezelő Déli Vasút garantálta. A vonal hegyi jellegű volt, 4 vízválasztóval. Legnagyobb emelkedése, 25‰, a kanyarulatok legkisebb sugara 150 méter volt. A vonal nagy része csúszásra hajlamos oldalakon haladt. Érdekes hídja volt a Dráva-híd a Déli Vasút barcsi állomásának közelében.